# Top Gear-races
In het Britse autotelevisieprogramma Top Gear zijn vaak uiteenlopende races te zien waarin een van de presentators (Jeremy Clarkson, Richard Hammond of James May, soms ook The Stig) in een auto het opneemt tegen een ander vervoersmiddel. Vaak begint de race in Guildford. Tot nu toe heeft de auto de meeste races gewonnen.

## Auto vs. trein (seizoen 4, aflevering 1)
- Auto: Aston Martin DB9
- Route: Top Gear-testcircuit - Monte Carlo, Monaco

De eerste race die plaatsvond was tussen een Aston Martin DB9, bestuurd door Clarkson, en de Eurostar en TGV hogesnelheidstreinen door Frankrijk. Hammond en May begonnen de race door 3 km naar de bushalte te lopen, de bus te nemen naar Guildford en een trein te nemen naar Station London Waterloo. Ondertussen haalde Clarkson ondanks file de ferry naar het Europese vasteland en begon aan zijn route richting het zuiden. Hammond en May haalden de Eurostar naar Parijs waar ze toen ze aankwamen al bijna 250 km achterlagen. De TGV zorgde er echter voor dat ze 450 km voor de finish Clarkson inhaalden. Clarkson had echter het voordeel de kortste route naar Monte Carlo te kunnen nemen terwijl de trein langs de kust ging en vaart moest minderen. Hierdoor haalde Clarkson de finish ongeveer 15 minuten eerder dan zijn co-presentatoren.
Winnaar: Jeremy Clarkson - Aston Martin DB9

## Auto vs. vliegtuig (seizoen 5, aflevering 8)
- Auto: Ferrari 612 Scaglietti
- Route: Top Gear-testcircuit - Verbier, Zwitserland

Hammond en May liepen opnieuw naar de bushalte en namen daar de bus naar Guildford, alwaar ze een andere bus naar Londen Heathrow namen. Na met het vliegtuig naar Genève te zijn gevlogen stapten ze over op een trein die hen bracht naar een bus die hen naar het eindpunt in Verbier zou brengen. Ondanks het feit dat Clarkson werd aangehouden voor te snel rijden in Frankrijk, wat hem 25 minuten kostte, haalde hij Hammond en May op ongeveer honderd meter voor de finish in. Dit tot ongeloof van Hammond en May, omdat ze zo dicht bij een overwinning waren. Achteraf werd bekend dat de twee een bus net hadden gemist en daardoor hadden verloren.
Winnaar: Jeremy Clarkson - Ferrari 612 Scaglietti

## Auto vs. boot (seizoen 6, aflevering 6)
- Auto: Mercedes-Benz SLR McLaren
- Route: Londen Heathrow - Oslo, Noorwegen

De route was voor Clarkson ruim 2000 km lang waarbij hij acht landen doorkruiste. Dit waren: Groot-Brittannië, Frankrijk, België, Nederland, Duitsland, Denemarken, Zweden en Noorwegen. Hammond en May namen het vliegtuig naar Newcastle om daar in de haven op de veerboot naar Kristiansand te stappen. Aangekomen stapten ze in een geregelde speedboat die ze naar Oslo zou brengen. Deze kreeg echter onderweg pech, na te zijn overgestapt in een andere boot konden zij hun reis vervolgen. Deze boot ging echter ook stuk, ditmaal was het de boeg van de boot die beschadigd was door de golven. Ze moesten aan land gaan in een klein, onbekend dorp waar ze met weinig geld op zak probeerden een bus te vinden. Clarkson bereikte de finish, ondanks onderweg te hebben geslapen, zo ver voor de anderen dat, tegen de tijd dat zij de finish bereikten, hij al terug was gevlogen en thuis had gegeten.
Winnaar: Jeremy Clarkson - Mercedes-Benz SLR McLaren

## Auto vs. privévliegtuig (seizoen 7, aflevering 5)
- Auto: Bugatti Veyron
- Route: Alba, Italië - Londen, Groot-Brittannië

In Alba kreeg elk team een truffel mee en wie die het eerst zou afleveren in het restaurant in Londen zou de winnaar zijn. Clarkson reed met de 1001pk sterke Bugatti Veyron terwijl James May een Cessna 182 bestuurde met Hammond als passagier. Clarkson won opnieuw maar met een zeer kleine marge. Hammond en May moesten landen in Frankrijk omdat ze niet waren gekwalificeerd om 's nachts te vliegen. Ze namen hun toevlucht tot de Eurostar en de bus om het laatste deel van de reis te voltooien.
Winnaar: Jeremy Clarkson - Bugatti Veyron

## Auto vs. straaljager (seizoen 10, aflevering 3)
- Auto: Bugatti Veyron
- Straaljager: Eurofighter Typhoon

Richard Hammond ondernam deze race op de RAF-basis in Coningsby, Lincolnshire om te kijken of de snelste auto de straaljager kon verslaan. Terwijl de auto één mijl (1,6 km) heen en dezelfde afstand weer terug over de startbaan zou afleggen zou de Eurofighter die afstand in lucht afleggen. Hij zou verticaal één mijl (1,6 km) stijgen om vervolgens om te keren en te finishen. Terwijl Hammond nog bijna vijfhonderd meter van de finish was vloog de straaljager reeds over de finish.
Winnaar: Eurofighter Typhoon

## Auto vs. skater (seizoen 10, aflevering 5)
- Auto: Aston Martin V8 Vantage Roadster

Hammond testte de nieuwe V8 Vantage Roadster en het leek hem een goed idee een race te houden tegen een skater met drie kleine straalmotoren aan zijn lichaam. De auto won de race over 400m met een zeer kleine marge.
Winnaar: Richard Hammond - Aston Martin V8 Vantage Roadster

## Auto vs. fiets vs. boot vs. openbaar vervoer (seizoen 10, aflevering 5)
- Auto: Mercedes-Benz GL-Klasse

De drie presentatoren en The Stig startten ieder met een andere manier van transport en moesten tijdens de ochtendspits van west naar oost Londen zien te komen. Hammond ging fietsen, Clarkson met een speedboot, May met de auto en de Stig met het openbaar vervoer. Hammond won de race met Clarkson op zijn hielen. De Stig werd derde terwijl May vijftien minuten later als vierde aankwam. Ze waren het eens dat de auto in een auto-programma niet mocht verliezen en riepen die daarom voor de grap alsnog als winnaar uit.
Officiële winnaar: Richard Hammond - Fiets

Gekozen winnaar: James May - Mercedes-Benz GL500

## Auto vs. Japans openbaar vervoer (seizoen 11, aflevering 4)
- Auto: Nissan GT-R

Clarkson begint aan de westkust van Japan met de Nissan waar ook May en Hammond hun reis met het openbaar vervoer beginnen. Het Japanse openbaar vervoer is zeer stipt en het zou dan ook geen probleem moeten zijn voor May en Hammond om te winnen. De verwachte files in Tokio bleven uit en Clarkson won met slechts drie minuten voorsprong.
Winnaar: Jeremy Clarkson - Nissan GT-R

## Auto vs. speedboot (seizoen 12, aflevering 5)
- Auto: Ferrari Daytona
- Speedboot': XSMG XSR48 Superboat

Ter ere van de veertigste verjaardag van de Ferrari Daytona wordt er door May en Hammond een race gehouden om te weten welk vervoermiddel het beste is om door de Rivièra te rijden. May, met de XSMG XSR48 Superboat, wordt geholpen door een professionele bestuurder: May doet de navigatie en het stuurwerk. Ze vertrekken uit Portofino in west-Italië en de eindstreep is aan een café in Saint-Tropéz. Hammond raakt snel op voorsprong, maar wordt tegengehouden door de politie. Hierdoor wint May; zelf is hij ook tegengehouden door de politie te water, maar hij had wél zijn papieren bij zich. Nadat Hammond aangekomen is, besluiten ze wel dat de Daytona het beste, niet het snelste, vervoermiddel is om door de Rivièra te reizen.
Winnaar: James May - XSMG XSR48 Superboat

## Auto vs. motor vs. trein (seizoen 13, aflevering 1)
- Auto: Jaguar XK120 - James May
- Motor: Vincent Black Shadow - Richard Hammond
- Trein: Peppercorn Class A1 - Jeremy Clarkson

Er wordt een vraag gesteld door een kijker: 'Hoe zou Top Gear eruitzien als het 60 jaar eerder was gemaakt?'. Jeremy antwoordt hierop dat het precies hetzelfde zou zijn dus wordt er een race georganiseerd. De race zal gaan tussen de snelste auto en motor ter wereld in 1949 en een stoomtrein, die toen niet de snelste trein ter wereld was omdat hij pas 3 jaar geleden is afgewerkt. De race ging van King's Cross in Londen naar Edinburgh. Omdat het 1949 was, mochten er geen snelwegen worden gebruikt. Elk vervoermiddel heeft zijn eigen probleem. De meter van de benzinetank in de auto klopt niet precies, wanneer hij aangeeft dat de tank nog een kwart gevuld is, is hij eigenlijk leeg. De motor is niet echt comfortabel (volgens Hammond) en moet ook bijtanken. De trein moet soms stoppen om water en kolen bij te vullen. Ook moet hij een tijdje trager gaan omdat hij achter een stoptrein aanzit. De auto wint deze race, de trein wordt tweede en wanneer Hammond aankomt, wordt niet eens getoond.
Winnaar: James May - Jaguar XK120
British Leyland did make some good cars after all challenge · Can Grannies do donuts? · Italian mid-engined supercars for less than a second-hand Mondeo challenge · Make a police car for a lot less money than the real police spend on their cars challenge · Top Gear vs The Germans · Where is the best driving road in the world? · White van man challenge · Winter Olympics · Winter Olympics Suzuki Swift Car Icehockey Cha · Winter Olympics Ski Slash Car Jumping Champio